# Stanislav Mišák
Stanislav Mišák (* 9. listopadu 1952 Štítná nad Vláří-Popov) je český politik a veterinární lékař, v letech 2008 až 2016 hejtman Zlínského kraje, v letech 1994 až 2006 starosta města Otrokovic.

## Život
Narodil se jako třetí z jedenácti dětí. První stupeň základní školy vychodil v Bylnici, druhý v Brumově. V letech 1968 až 1972 vystudoval Střední školu veterinární v Kroměříži, následně absolvoval Vysokou školu zvěrolékařskou v Brně a získal tak titul MVDr. (promoval v roce 1978).
Následně pracoval 16 let na Zlínsku jako veterinář v různých hospodářských funkcích, od zootechnika na zemědělském statku, přes obvodního veterinárního lékaře po vedoucího veterinárního střediska Okresní správy Zlín a ředitele Veterinárního asanačního ústavu Otrokovice.
Stanislav Mišák je ženatý. S manželkou Pavlou mají dceru Petru, která je rovněž veterinární lékařkou, a syna Stanislava, jenž působí na VŠB-TU v Ostravě. Od roku 1980 žije v Otrokovicích.

## Politické působení
V letech 1982 až 1989 byl členem KSČ.
V komunálních volbách v roce 1990 byl zvolen zastupitelem města Otrokovice. Mandát obhájil ve volbách v roce 1994 jako nezávislý kandidát na kandidátce subjektu "Sdružení ČSSD, NK". Následně byl zvolen starostou města Otrokovice.
V roce 1998 vstoupil do České strany sociálně demokratické (od roku 2023 Sociální demokracie) a v komunálních volbách ve stejném roce opět obhájil post zastupitele i starosty města. V krajských volbách v roce 2000 se stal díky preferenčním hlasům členem Zastupitelstva Zlínského kraje. Kandidoval rovněž ve volbách do Senátu PČR v roce 2000 v obvodu č. 80 – Zlín. Postoupil sice do druhého kola, ale v něm ho porazil v poměru hlasů 48,98 % : 51,01 % kandidát Čtyřkoalice (člen KDU-ČSL) Jiří Stodůlka.
V komunálních volbách v roce 2002 byl počtvrté zvolen otrokovickým zastupitelem a již potřetí také starostou města. Ve stejném roce se pokusil podruhé dostat do Senátu PČR, tentokrát v obvodu č. 81 – Uherské Hradiště, ale ve volbách skončil na 5. místě, když získal 11,40 % hlasů.
V krajských volbách v roce 2004 obhájil post krajského zastupitele.
V březnu 2006 se stal náměstkem hejtmana Zlínského kraje pro oblast strategického rozvoje a investic. V komunálních volbách v roce 2006 se opět dostal do otrokovického zastupitelstva, ale dále už působil jen jako neuvolněný místostarosta pro oblasti řízení městské policie, rozvoj a investice.
V krajských volbách v roce 2008 byl lídrem kandidátky ČSSD. Vzhledem k vítězství strany byl v listopadu 2008 zvolen hejtmanem Zlínského kraje (ČSSD uzavřela koalici s ODS a KDU-ČSL).
V komunálních volbách v roce 2010 byl již pošesté zvolen otrokovickým zastupitelem.
V krajských volbách v roce 2012 obhájil post krajského zastupitele a následně i hejtmana Zlínského kraje. Vítězná ČSSD uzavřela koalici s KSČM a SPOZ, a proto čelil během volby hejtmana protestům části veřejnosti. Kandidoval rovněž ve volbách do Senátu PČR v roce 2012 v obvodu č. 80 – Zlín. Opět sice postoupil do druhého kola, ale prohrál s nezávislým kandidátem Tomio Okamurou v poměru hlasů 33,76 % : 66,23 %. Po porážce zvažoval konec v politice, ale nakonec se rozhodl zůstat.
V listopadu 2012 rezignoval na mandát zastupitele města Otrokovice s tím, že chce veškerý svůj čas a energii věnovat práci krajského zastupitele a hejtmana. Přesto ve volbách v roce 2014 opět za ČSSD do otrokovického zastupitelstva kandidoval (na posledním místě kandidátky), tentokrát však neuspěl.
V krajských volbách v roce 2016 obhájil za ČSSD post zastupitele Zlínského kraje. Protože už neusiloval o funkci hejtmana, figuroval na kandidátce původně na 9. místě. Vlivem 3 551 preferenčních hlasů však skončil nakonec na prvním místě. Dne 2. listopadu 2016 jej v křesle hejtmana Zlínského kraje nahradil Jiří Čunek. V krajských volbách v roce 2020 obhájil z pozice člena ČSSD na společné kandidátce ČSSD a Zelených post krajského zastupitele. Ve volbách v roce 2024 však již nekandidoval.
V roce 2024 ze SOCDEM vystoupil.